# Club Atlético 1.º de Mayo
El Club Atlético 1.º de Mayo, conocido coloquialmente como Primero de Mayo, es una institución deportiva de la ciudad de Formosa, capital de la Provincia homónima, Argentina. Fue fundado el 11 de noviembre de 1937 y su principal disciplina deportiva es el fútbol.
Con relación a la actividad futbolística, está afiliado a la Liga Formoseña de Fútbol, entidad de la que supo proclamarse 12 veces campeón de su primera división. Por sus logros deportivos, se encuentra encasillado en el grupo de "los cuatro grandes de Formosa", junto a Sportivo Patria (17 títulos liguistas), San Martín (13) y Sol de América (9).
Al mismo tiempo y debido a sus actuaciones en el ámbito local, supo participar en los torneos nacionales de ascenso, para clubes indirectamente afiliados a la AFA. De esta manera, supo tener participaciones en el Torneo Regional, en el Torneo del Interior (de 3.ª categoría), el Torneo Federal C, el Federal B y más recientemente, en el Torneo Regional Federal Amateur. 
Tiene su sede social en la esquina de la avenida Napoleón Uriburu y calle Jujuy del barrio Villa Hermosa, de la ciudad de Formosa, mientras que sus partidos los disputa oficiando de local en el estadio de Sol de América, alquilado al club homónimo. Anteriormente, poseía su estadio en la esquina de las avenidas Napoleón Uriburu y 9 de Julio, el cual le fue expropiado por la dictadura del Proceso de Reorganización Nacional. Sobre el terreno de la antigua cancha de Primero de Mayo, actualmente se levanta el Anfiteatro de la Juventud.
Su clásico rival es el Club Sportivo General San Martín, representante del barrio San Francisco. Tal rivalidad se debe al hecho de pertenecer a barrios vecinos ya que mientras Primero de Mayo pertenece a Villa Hermosa y tiene su área de influencia en toda la Chacra 24, San Martín tiene su área de influencia en la Chacra 25, a la que pertenece el barrio San Francisco. Otra rivalidad, es la que sostiene con el Club Sportivo, Social y Cultural Chacra 8, perteneciente al barrio San Miguel. La misma surge por la cercanía de las sedes sociales de ambos clubes. En contrapartida a estas rivalidades, Primero de Mayo mantiene buena relación con el Club Sol de América, entidad que, además de alquilar su campo de juego a Primero de Mayo, también sostiene rivalidades clásicas con San Martín y Chacra 8.

## Historia
El Club 1.º de Mayo, fue fundado un 11 de noviembre de 1937. Sus orígenes los tuvo en un grupo de trabajadores del Puerto de Formosa, que se interesaron en la práctica deportiva del fútbol, por lo que se propusieron dar inicio a una nueva entidad en la que se fomente la práctica de la disciplina.
A lo largo de sus años de existencia, supo ganarse un lugar de prestigio dentro del ámbito deportivo formoseño, siendo a su vez, uno de los miembros más laureados de la Liga Formoseña de Fútbol, entidad de la que posteriormente obtendría un palmarés de 12 títulos de Primera División, ubicándose en el grupo de los máximos campeones de dicha Liga. Tales logros se tradujeron en participaciones en las categorías de ascenso, para equipos indirectamente afiliados a la AFA, destacándose sus participaciones en el Torneo Regional 1968 y más recientemente, en el Torneo Federal C 2017, temporada en la que se convirtió en uno de los subcampeones regionales, obteniendo un permiso para competir en la edición 2017 del Torneo Federal B.
A pesar de estos palmarés, Primero de Mayo también pasó por etapas de altibajos, por los cuales debió jugar en la Categoría "B" de la Liga Formoseña. En este ámbito, obtuvo el título de la Primera B en el año 2014, lo que le permitió volver a Primera División, donde en 2015 obtuvo sucesivamente el título de la Liga y su primer Torneo Federativo de Clubes. En 2019, volvería a alzarse con el título de Primera División, mientras que en 2023 conquistó su segundo Torneo Federativo.
A nivel nacional, además del Torneo Regional 1968, compitió también en el primitivo Torneo del Interior (competencia que había sido presentada como reemplazo del Torneo Regional, pero recategorizada a 3.ª división, tras la creación de la Primera B Nacional), el Torneo Argentino B, los torneos federales B y C y el Torneo Regional Federal Amateur. Tras la obtención del Federativo Formoseño 2023, clasificó al Torneo Regional Federal Amateur 2023-24, torneo donde compitió en la Zona 11 de la Región Litoral Norte, quedando eliminado en primera ronda.

## Escudo
El escudo de Primero de Mayo, es el distintivo principal del mencionado club de fútbol. El mismo está diseñado con un formato similar al utilizado por el Club de Gimnasia y Esgrima de San Salvador de Jujuy y está compuesto de un campo de color azul, rodeado de un contorno de color rojo. Dentro del campo azul, en el centro del conjunto, se halla un círculo de color blanco con borde en color rojo, en cuyo interior se encuentran las siglas C A 1º DE M, escritas en color rojo y con tipografía alargada, similar a la empleada en el escudo del Club Atlético River Plate de Buenos Aires, mientras que rodeando este disco, se pueden leer las expresiones 1.º de Mayo (bordeando la parte superior del disco) y Formosa (bajo la parte inferior del disco), en letras blancas.

## Palmarés
- Liga Formoseña de Fútbol: 12 (1938, 1940, 1948, 1953, 1956, 1964, 1967, 1993, 1995, 1999, 2015, 2019).
- Federación Formoseña de Fútbol: 2 (2019 y 2023).
- Torneo Federal C: 1 Subcampeonato (2017)

## Participaciones nacionales
- Torneo Regional: 1 (1968)
- Torneo del Interior (3.ª división): 1 (1994-95)
- Torneo Argentino B: 3 (1996-97, 1999-00 y 2003-04)
- Torneo Federal C: 2 (2016 y 2017)
- Torneo Federal B: 1 (2017)
- Torneo Regional Federal Amateur: 2 (2021-22 y 2023-24)